# Bruce Robertson (nedador)
Bruce Robertson   (Vancouver, 27 d'abril de 1953) va ser un nedador canadenc, ja retirat, especialista en estil lliure i papallona, que va competir durant la dècada de 1970.
El 1972 va prendre part en els Jocs Olímpics d'Estiu de Múnic, on va disputar set proves del programa de natació. Guanyà la medalla de plata en els 100 metres papallona, rere Mark Spitz, i la de bronze en els 4x100 metres estils, formant equip amb Erik Fish, William Mahony i Robert Kasting. En les altres proves destaca una cinquena posició en els 4x100 metres lliures i una setena en els 4x200 metres lliures. En les altres proves quedà eliminat en sèries. Quatre anys més tard, als Jocs de Mont-real, va disputar tres proves del programa de natació. Va disputar les sèries dels 4x100 metres estils, en què l'equip canadenc guanyà la medalla de plata, però en no disputar la final no va rebre la corresponent medalla. En les altres proves quedà eliminat en sèries.
En el seu palmarès també destaquen una medalla d'or i una de bronze al Campionat del Món de natació de Belgrad 1973, sis medalles als Jocs de la Commonwealth de 1974, dues d'or, dues de plata i dues de bronze; i cinc als Jocs Panamericans de 1975, tres d'or i dues plata.
Un cop retirat es dedicà a la gestió esportiva. Des del 2013 és vicepresident de la Commonwealth Games Federation. Ha estat ingressat al Sports Halls of Fame del Canadà.